# Poleská oblast
Poleská oblast (bělorusky Палеская вобласць, ukrajinsky Поліська область, rusky Полесская область) byla územně-správní jednotkou Běloruské sovětské socialistické republiky.
Existovala od 15. ledna 1938 do 8. ledna 1954. Nacházela se na jihovýchodě země v části historického regionu Polesí.
Administrativním centrem bylo město Mozyr.
Před 2. světovou válkou zde na území o 26 000 km2 sídlilo asi 670 tisíc obyvatel. Oblast byla rozdělena do 15 rajónů.

## Historie

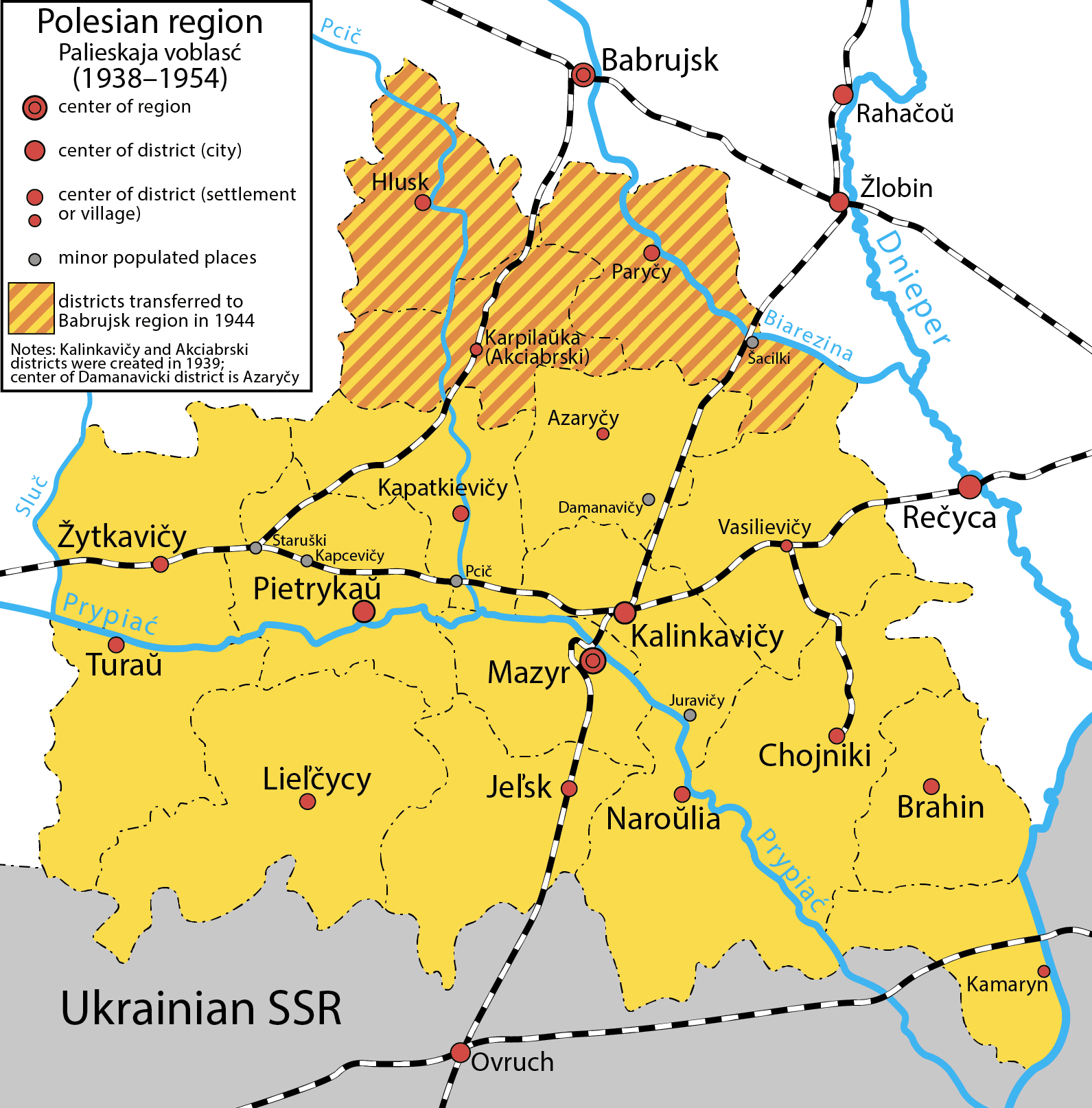

Oblast byla vytvořena na území východního Polesí 15. ledna 1938 na základě zákona SSSR ze stejného dne Ústavy SSSR.
Během německé okupace mezi roky 1941—1944 byla velká část oblasti po trasu 20 km severně od železnice Kobrin—Gomel začleněna do říšského komisariát Ukrajina. Další část oblasti byla zařazena do říšského komisariátu Ostland.
Dne 8. ledna 1954 byla vyhláškou prezidia Nejvyššího sovětu SSSR zrušena, velká část byla přidělena Homelské oblasti a malé území Minské a Mohilevské oblasti.

## Velitelé
Vladimir Jelisejevič Lobanok (1948—1953) byl prvním poleským tajemníkem krajského výboru komunistické strany (bolševiků) Běloruska.